# Schmeilsdorf
Schmeilsdorf (oberfränkisch: Schmaisdoaf) ist ein Gemeindeteil des Marktes Mainleus im oberfränkischen Landkreis Kulmbach. Die Gemarkung Schmeilsdorf hat eine Fläche von 3,002 km². Sie ist in 556 Flurstücke aufgeteilt, die eine durchschnittliche Flurstücksfläche von 5400,13 m² haben. In ihr liegt neben dem namensgebenden Ort der Gemeindeteil Ruffenhaus.

## Geografische Lage
Das Dorf liegt zwei Kilometer nordwestlich von Mainleus, etwa 600 m entfernt von der Bundesstraße 289. Die nächste größere Stadt ist das etwa sechs Kilometer entfernte Kulmbach. Durch Schmeilsdorf fließt der Zentbach, ein Nebenfluss des Mains, in den im Ort der Wacholdergraben mündet.

## Geschichte
Die erste urkundliche Erwähnung von Schmeilsdorf datiert auf den 27. Januar 1352. „Hainrich der Chintsperger von Smeilsdorf“ ist in einer Tauschurkunde als Bürge aufgeführt. Es wird angenommen, dass der Ort einige Jahrhunderte älter ist. Die Siedler in der Gegend folgten dem Zentbach, beginnend von seiner Mündung in den Main. Nach Schwarzach (1096) und Schmeilsdorf entstanden die Orte Danndorf (1381) und Schimmendorf (1390).
Die Gemeinde Schmeilsdorf, knapp 300 Hektar groß, mit den Gemeindeteilen Schmeilsdorf und Ruffenhaus, wurde am 1. April 1971 im Zuge der Gemeindegebietsreform in Schwarzach eingegliedert. Am 1. Januar 1978 wurde diese Gemeinde in Mainleus eingegliedert.

## Baudenkmäler
- Am Schloß 5, 7: Forsthaus
- Am Schloß 9: Schloss Schmeilsdorf, Schloss mit Park und altem Baumbestand
- Schmeilsdorf 8: Wohnhaus

## Verkehr
Die Kreisstraße KU 12 durchquert den Ort in Nord-Süd-Richtung und mündet in Schwarzach in die Bundesstraße 289.